# جيم كيني (لاعب كرة قدم أمريكية)
جيم كيني (بالإنجليزية: Jim Keane) هو لاعب كرة قدم أمريكية أمريكي، ولد في 11 يناير 1924 في بلايري في الولايات المتحدة، وتوفي في 8 مارس 2011 في ليك فورست في الولايات المتحدة.

## وصلات خارجية
- جيم كيني على موقع مرجع كرة القدم المحترفة.كوم (الإنجليزية)